# Dominika Dudíková
Dominika Dudíková (* 1. September 1996) ist eine tschechische Grasskiläuferin. Sie startet seit 2011 im Weltcup und bei Weltmeisterschaften.

## Karriere
Nach Erfolgen im Nachwuchsbereich ist Dominika Dudíková seit der Saison 2011 in FIS- und Weltcuprennen am Start. Das beste Weltcupergebnis des Jahres erreichte sie mit Platz fünf im Slalom von Předklášteří am 7. August. In FIS-Rennen waren drei sechste Plätze ihre besten Ergebnisse. Im Gesamtweltcup belegte sie in ihrer ersten Saison den elften Platz. Dudíková nahm auch an der Weltmeisterschaft 2011 und der zugleich ausgetragenen Juniorenweltmeisterschaft am Atzmännig in Goldingen teil. In der Allgemeinen Klasse erzielte sie Platz sechs im Slalom, Rang zehn im Riesenslalom und Platz dreizehn im Super-G, während bei den Juniorinnen der vierte Platz im Super-G ihr einziges Ergebnis war.  In der Saison 2012 erreichte Dudíková ihre besten Weltcupergebnisse beim Finale in Rettenbach, wo sie jeweils Vierte im Slalom und in der Super-Kombination wurde. Zuvor war sie schon fünfmal unter die besten zehn gefahren. Auch in zwei FIS-Rennen fuhr sie unter die besten zehn, womit sie sich im Gesamtweltcup auf den neunten Platz verbesserte. Bei der Juniorenweltmeisterschaft 2012 in Burbach wurde sie Sechste im Slalom und jeweils Elfte in Riesenslalom, Super-G und Super-Kombination. Auf nationaler Ebene gewann Dudíková 2011 und 2012 die Gesamtwertung des Tschechien-Cups in der Juniorenklasse.

## Erfolge

### Weltmeisterschaften
- Goldingen 2011: 6. Slalom, 10. Riesenslalom, 13. Super-G

### Juniorenweltmeisterschaften
- Goldingen 2011: 4. Super-G
- Burbach 2012: 6. Slalom, 11. Riesenslalom, 11. Super-G, 11. Super-Kombination

### Weltcup
- 3 Platzierungen unter den besten fünf